# NGA Human Resources
NGA Human Resources (tidigare känd som NorthgateArinso) är ett amerikanskt företag som arbetar med tjänster för Human resources (HR). Företaget har kontor i 35 länder med cirka 8500 anställda.